# Androlepsia
La androlepsia (del griego andro, hombre y lepsia, atacar), en la antigua ley griega, era una costumbre en Atenas por la cual si un ciudadano de esta ciudad era asesinado en el extranjero (fuera de la ciudad) y su asesino no era entregado, los familiares de la víctima podían detener a hasta tres ciudadanos de la ciudad a la que el criminal pertenecía. Estos rehenes se mantenían hasta que el asesino era entregado. En caso de no serlo, podían llegar a ser asesinados en su lugar.
Esta misma ley la aplicaban los romanos y la llamaban clarigatio.